# NGC 184
NGC 184 je čočková galaxie v souhvězdí Andromedy. Její zdánlivá jasnost je 14,6m a úhlová velikost 0,7′ × 0,2′. Je vzdálená 244 milionů světelných let, průměr má 50 000 světelných let. Galaxii objevil 6. října 1883 Édouard Stephan. John Dreyer v katalogu NGC objekt popsal jako „krajně slabý, krajně malý“.

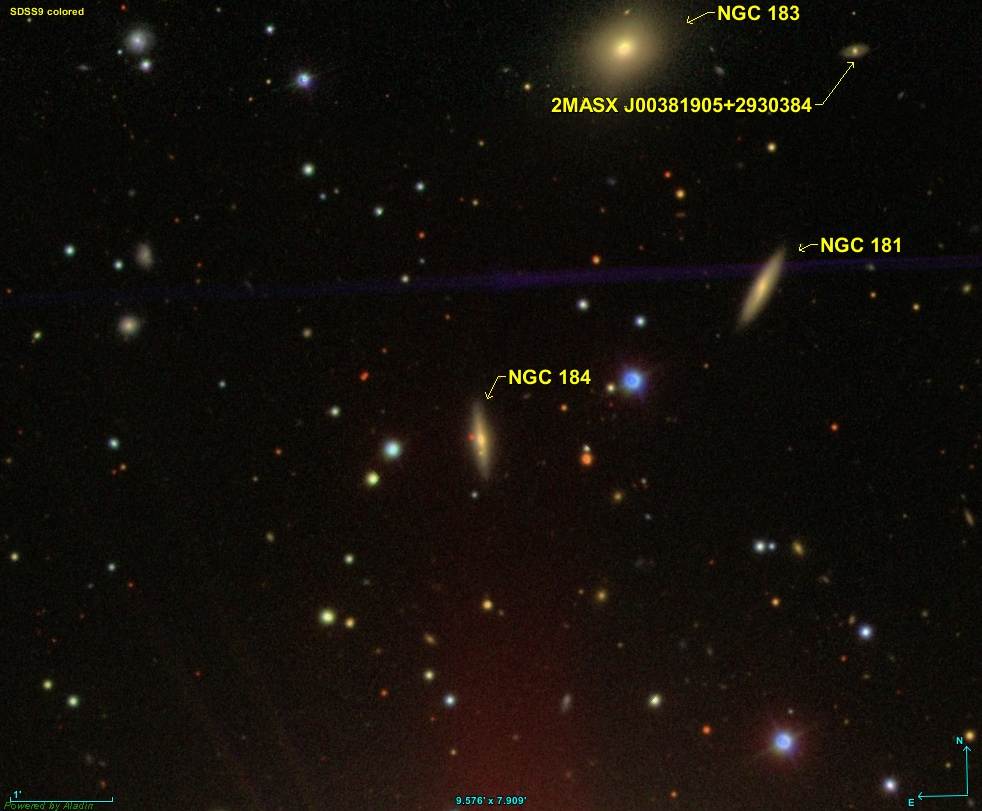
NGC 184 s okolními galaxiemi NGC 181 a NGC 183